# ベーカーストリート・アンド・ウォータールー鉄道

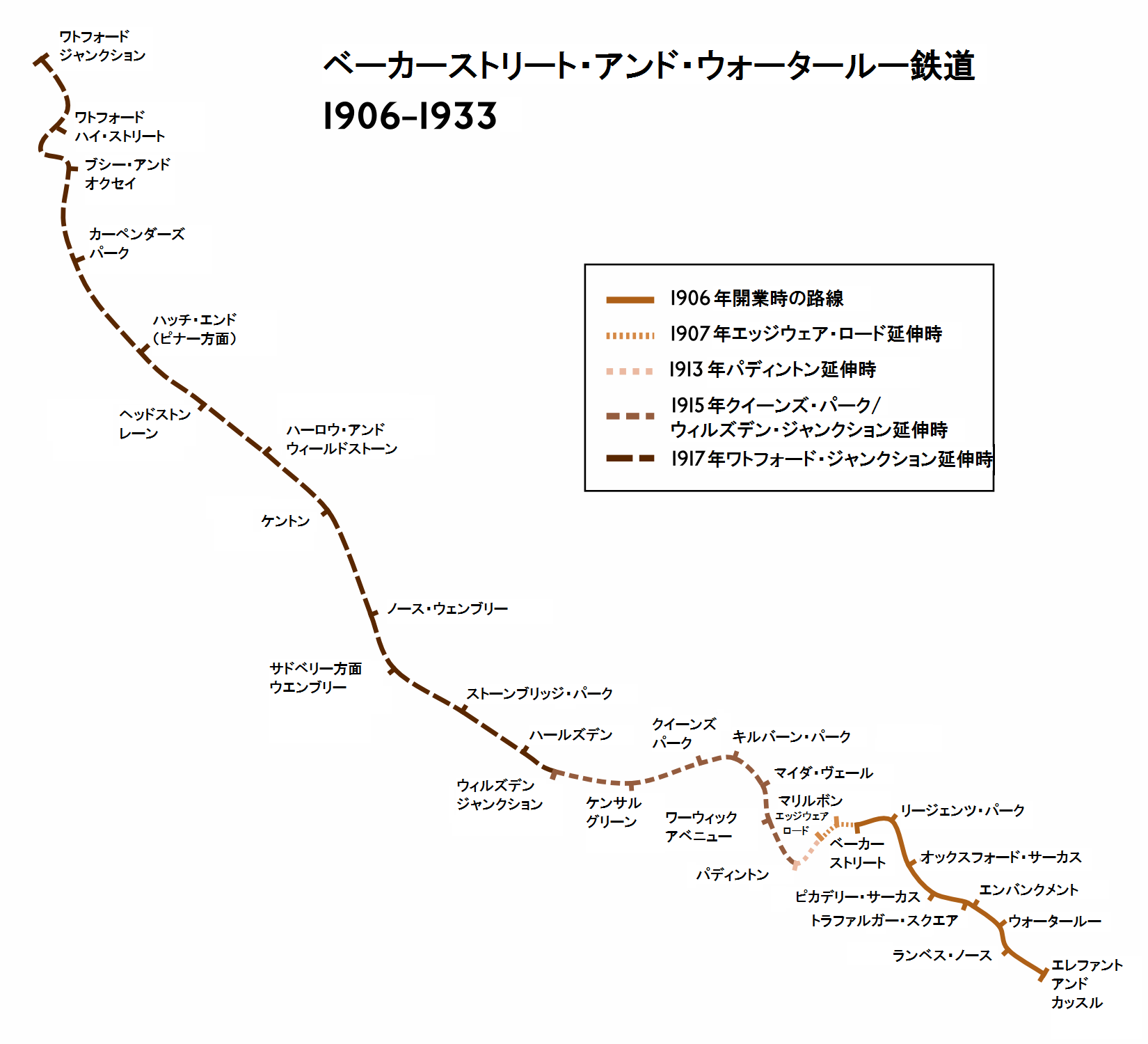
ベーカーストリート・アンド・ウォータールー鉄道の路線図

ベーカーストリート・アンド・ウォータールー鉄道（ベーカーストリート・アンド・ウォータールーてつどう、英：Baker Street and Waterloo Railway、BS&WR）は、1893年に設立された、ロンドンの大深度地下鉄会社である。チューブと呼ばれる断面の小さなトンネルを使用した地下鉄の一路線で、ベーカールー・チューブ（英語：Bakerloo tube）とも呼ばれた。ベーカーストリート・アンド・ウォータールー鉄道は建設資金調達に難航し、着工は創立から5年後の1898年にずれ込んだうえ、1900年には親会社であるロンドン・アンド・グローブ金融が主要株主だったワイテイカー・ライトの詐欺で破たんした影響で建設が中断した。1902年にはベーカーストリート・アンド・ウォータールー鉄道はアメリカ人投資家チャールズ・ヤーキス率いるロンドン地下電気鉄道（Underground Electric Railway of London、UERL）の一部となり、ヤーキスが主にイギリス国外で集めた資金で工事が再開された。
1902年、ベーカーストリート・アンド・ウォータールー鉄道は北側の終点、ベーカーストリートから南側の終点、エレファント・アンド・カッスルまでの区間とロンドン・ロード近くに設けられた車庫への支線で開業し、途中に7駅が設けられた。1907年から1913年にかけて北側はグレート・ウェスタン鉄道（Great Western Railway）の起点である パディントンまで、1915年から1917年にかけてさらにクイーンズ・パークまで延伸され、ロンドン・アンド・ノースウェスタン鉄道（London and North Western Railway 、LNWR）と接続、エレファント・アンド・カッスルからワトフォードまで延長33.34キロメートル (20.72 mi)の区間で運転されるようになった。開業後1年もたたないうちにロンドン地下電気鉄道の経営陣はベーカーストリート・アンド・ウォータールー鉄道などロンドン地下電気鉄道の傘下各社の乗客数見通しが過大であった事への対応を迫られるようになり、他の地下鉄会社との連携や、路線延伸による乗客誘致などの施策を打ったが資金難は改善せず、1933年にベーカーストリート・アンド・ウォータールー鉄道は親会社であるロンドン地下電気鉄道とともに公営化された。ベーカーストリート・アンド・ウォータールー鉄道が建設した路線はこんにちロンドン地下鉄ベーカールー線となっている。

## 創立

### 起源 1891年–1893年

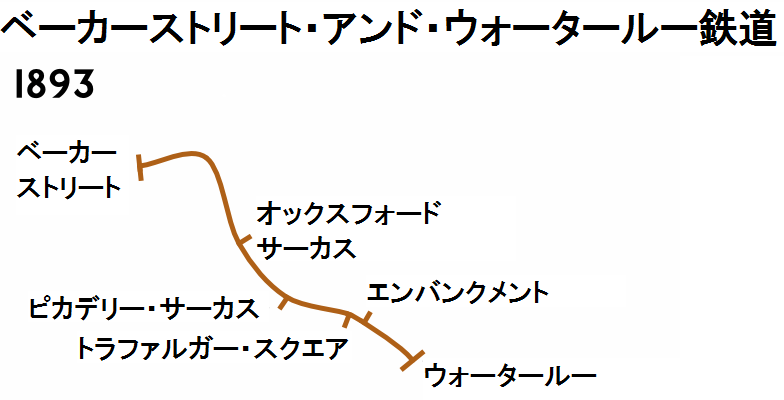
最初に認可されたルート

ベーカーストリート・アンド・ウォータールー鉄道が路線建設を計画した区間に対しては、19世紀半ばから各種の地下鉄路線建設案が出されていた。遅くとも1865年には、ウォータールー・アンド・ホワイトホール鉄道と称する、空気圧推進の地下鉄道の建設案が推進されていた。この案では、列車はグレート・スコットランド・ヤードからウォータールー駅までのおおむね1キロメートル（3/4マイル）の区間で、テムズ川の底に掘られた溝の中に置かれた鋼管の中を空気噴射または吸引により走行するものとされていた。金融危機により会社が破産したため、この案は3年後に取りやめとなっている。別の案では、シーメンスが社名の由来となった電気技術者カール・ウィルヘルム・シーメンスを擁してチャリングクロス・アンド・ウォータールー鉄道と称する計画を立案、1882年の議会で具体化されたが、 ヴィクトリア堤防の下に60フィート (18 m)のトンネルを掘っただけで資金が枯渇し、計画は中止されている。
ベーカーストリート・アンド・ウォータールー鉄道が1906年に発行したパンフレットには、「この区間への路線建設構想はウェストミンスター地区で働くビジネスマンたちが、ローズ・クリケット・グラウンドまで移動する時間を短縮」することで、夕方からおこなわれるクリケットの試合に職場を早退することなく間に合いたい、との「要望から起こった」とされている。ビジネスマンたちは、ロンドン中心部の南北を結ぶ地下鉄を建設することは「長年の要望だった交通機関」を提供することを意味し、「必ず成功する」と考えていた。1890年11月に開業した世界初の大深度地下鉄であるシティ・アンド・サウス・ロンドン鉄道（City and South London Railway、C&SLR）は開業1年で多数の乗客を運んだ実績を残すことで地下鉄の可能性を証明しており、ベーカーストリート・アンド・ウォータールー鉄道の発案者たちもこの成功に触発されていた。
1891年11月、ベーカーストリート・アンド・ウォータールー鉄道の建設計画の個別的法律案が議会に提出されることが発表された。この鉄道は全区間が地下で、ベーカーストリートの西にあるドーセット・スクエアとニュー・ストリート（後のメルコム・ストリート）との交差点から、ウォータールー駅南側にあるジェームス・ストリート（後のスパー・ロード）までを結ぶ計画とされた。ベーカーストリートからマリルボン・ロードの下を東に向かい、南に曲がってパーク・クレセントを通った後、ポートランド・プレイス、ランガム・プレース、リージェント・ストリートを通ってピカデリーサーカスに至る。ピカデリーサーカスからはヘイマーケット、トラファルガー広場、ノーザンバーランド・アベニューを通り、テムズ川を横断してウォータールーに到達する。列車の動力源は電気駆動かケーブル式のいずれかとされた。
1892年の議会立法期制期間に、シティ・アンド・サウス・ロンドン鉄道の成功に触発された3つの鉄道会社の個別的法律案が提出され、統一された思想のもとでの審査を行うため、議会特別委員会が設置された。委員会は大深度地下鉄の建設及び運営に関する様々な問題に対する事例を取り上げ、トンネル直径、列車の動力、通行権の付与についての提言を行った。オックスフォード・サーカスとベーカーストリートの間に計画されていた、クラウン・エステートとポートランド公が所有する土地への駅建設を委員会は認めなかったが、その他のベーカーストリート・アンド・ウォータールー鉄道の計画案は議会審議に進むことが認められた。路線案は承認され、1893年3月28日に1893年ベーカーストリート・アンド・ウォーター鉄道法として女王裁可を得た。 ベーカーストリート、オックスフォード・サーカス、ピカデリー・サーカス、トラファルガー・スクエア、エンバンクメント及びウォータールーに駅を設置すること、車庫はジェームス・ストリートに位置する路線の南側の終点と、ロアー・マーシュの間に設置されることが認可された。

### 建設資金調達 1893年–1903年
ベーカーストリート・アンド・ウォータールー鉄道の認可は下りたものの、建設資金となる会社資本の調達は別の問題として残っていた。1892年の議会審議で認可されたウォータールー・アンド・シティ鉄道（Waterloo and City Railway、W&CR）、チャリングクロス・ユーストン・アンド・ハムステッド鉄道（Charing Cross, Euston and Hampstead Railway、CCE&HR）、 グレート・ノーザン・アンド・シティ鉄道（Great Northern and City Railway、GN&CR）及び1891年に認可を得たセントラル・ロンドン鉄道（Central London Railway、CLR）も同様に資金調達の問題に直面していたが、この5社に加え、最初の大深度地下鉄であるシティ・アンド・サウス・ロンドン鉄道も路線延伸のための資金集めをこのころに行っていた。ウォータールー・アンド・シティ鉄道は計画路線延長が短かったことに加え、ロンドン・アンド・サウスウェスタン鉄道の支援と、配当保証により資金集めに成功していたが、これは唯一の例外であった。ベーカーストリート・アンド・ウォータールー鉄道及び他の後発4社は1890年代の大半を資金集めに費やしたが、金融市場の反応は薄いままだった。
この種の計画の通例にもれず、1893年法の土地収用と資金調達には期限が定められていた。ベーカーストリート・アンド・ウォータールー鉄道は資金調達と土地収用の期限延長を含む計画案を1895年11月に提出、1896年8月7日、期間延長と、10万ポンドの増資が1896年ベーカーストリート・アンド・ウォータールー鉄道法として女王裁可された。

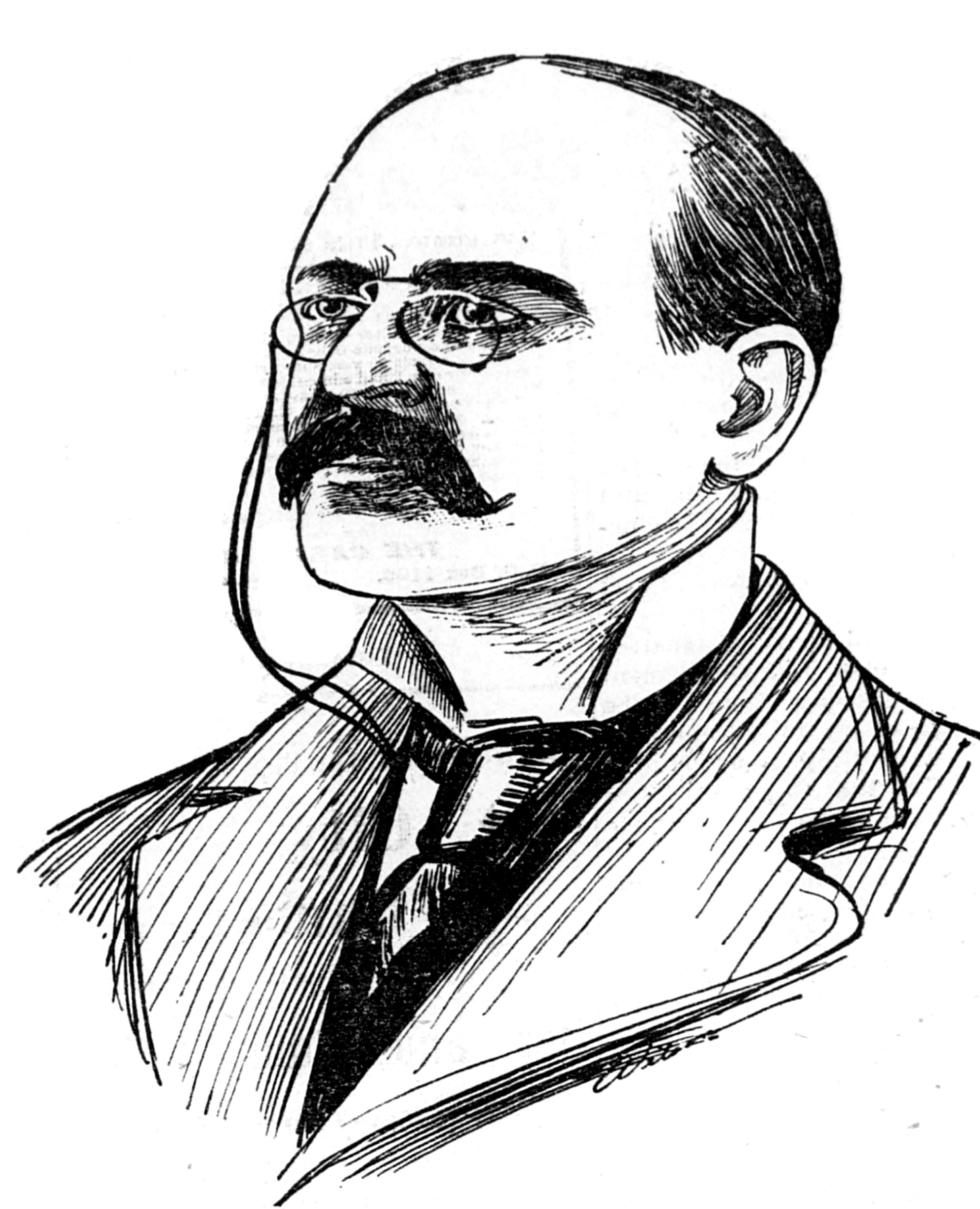
投機的鉱山家であるワイテイカー・ライト。1897年にベーカーストリート・アンド・ウォータールー鉄道の経営権を握った。

1897年11月、ベーカーストリート・アンド・ウォータールー鉄道は投機的鉱山家であるワイテイカー・ライトが経営し、ダファリン候が会長を務めていた鉱山金融会社、ロンドン・アンド・グローブ金融（London & Globe Finance Corporation 、L&GFC）と、取引を行った。ロンドン・アンド・グローブ金融は総額162万ポンド（2014年の1.62億ポンドに相当）と見積られた建設工事資金を提供、工事を管理する代わりに建設工事で得られる利益をすべて得る契約であった。ベーカーストリート・アンド・ウォータールー鉄道の経営陣はロンドン・アンド・グローブ金融関係者に入れ替えられ、建設工事が始まった。ライトは金山と銀山の経営を通じてアメリカとイギリスで富を得ており、ベーカーストリート・アンド・ウォータールー鉄道への出資は、資産運用を多様化する狙いから行われた。
1899年、ライトはロンドン・アンド・グローブ金融関連会社の経理を操作し、同社配下の鉱山の赤字を補てんしたが、これを不正に隠匿した。ロンドン・アンド・グローブ金融は1900年11月までにベーカーストリート・アンド・ウォータールー鉄道に約65万ポンド（2014年の6281万ポンドに相当）を支出しており、この時点では開業後の年間運賃収入は26万ポンド、運行経費10万ポンド、利子支払い後の配当原資は13.8万ポンドと予測されていたが、このわずか1箇月後にライトの不正経理が明るみに出たことでロンドン・アンド・グローブ金融と多数の関連会社が倒産した。ライトは王立裁判所での公判中にシアン化物による服毒自殺を遂げた。
ベーカーストリート・アンド・ウォータールー鉄道は未払い分の株式代金の回収を進めることで建設工事の継続をはかったが資金を集めることはできず、工事は徐々に停止、トンネルは建設途上で放棄された。倒産前にロンドン・アンド・グローブ金融はベーカーストリート・アンド・ウォータールー鉄道からの利子収入をアルバート・ジョンソンが率いるアメリカ人投資家集団に50万ポンドで売却しようと試みて失敗におわったが、この試みは別の投資家集団を率いるアメリカ人資産家、チャールズ・ヤーキスの関心を引いていた。ロンドン・アンド・グローブ金融の清算人との数カ月にわたる交渉の末、ヤーキスは36万ポンド（2014年の3491万ポンドに相当）に利子を付加した金額でベーカーストリート・アンド・ウォータールー鉄道を買収した。1880年代から1890年代にかけて、ヤーキスはシカゴの路面鉄道網の形成に携わったあと、1900年にロンドンに渡り、資金難にあえぐ地下鉄会社を買収した。ベーカーストリート・アンド・ウォータールー鉄道はディストリクト鉄道の電化と地下鉄路線の建設を目的にヤーキスが設立したロンドン地下電気鉄道（Underground Electric Railways Company of London、UERL）の傘下に入った。ロンドン地下電気鉄道はおもにイギリス国外の投資家から株式公開時に500万ポンドの資金を集めた。ロンドン地下電気鉄道傘下各社の地下鉄路線建設工事の進捗に従って株は追加で販売され、1903年までに総額1800万ポンド（2014年の17.3億ポンドに相当）に達した。

### 路線計画 1893年–1904年

#### 1896年ベーカーストリート・アンド・ウォータールー鉄道法

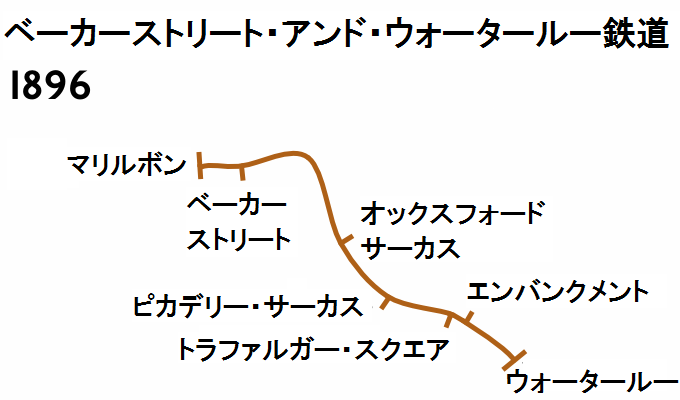
1896年に認可を得た路線の図

ベーカーストリート・アンド・ウォータールー鉄道の資金集めと並行して、路線経路の確定作業が進んだ。1895年にはベーカーストリート終点の位置が当初予定されていたドーセット・スクエア南東から約200メートル (660 ft)延長されてヘアーウッド・スクエア南東となった。新しい終点の位置はマンチェスター・シェフィールド・アンド・リンカーンシャー鉄道のミッドランズからの延伸に伴って新しい終点となるマリルボン駅が建設されていた位置である。ベーカーストリート・アンド・ウォータールー鉄道の終点位置変更と、マリルボンへの新駅設置は1896年ベーカーストリート・アンド・ウォータールー鉄道法に盛り込まれて認可された 。

#### 1898年 ニュー・クロス・アンド・ウォータールー鉄道法

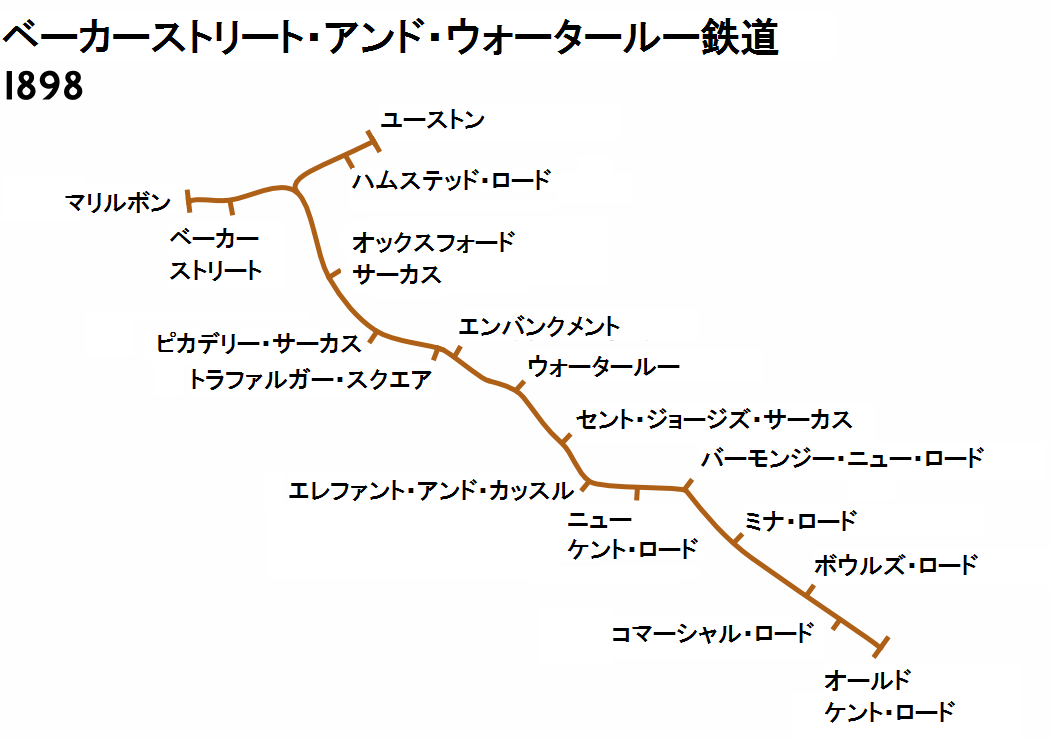
1898年に提案され、採用されなかった路線案

1897年11月26日、国会議員ジェームス・ヒースが、ベーカーストリート・アンド・ウォータールー鉄道のウォータールーから東南に伸びる支線と、マリルボン・ロード付近から東に分岐する支線をもつ別会社、ニュー・クロス・アンド・ウォータールー鉄道の個別的法律案を議会に提出した。
ニュー・クロス・アンド・ウォータールー鉄道の南側の路線は、ウォータールー駅西側のベルヴェディア・ロードの下でベーカーストリート・アンド・ウォータールー鉄道の路線から分岐してメインラインの下を東に進み、ウォータールー・イースト駅付近に設置を計画していた駅まで向かい、ウォータールー・ロードの下をセント・ジョージズ・サーカス、ロンドン・ロードを通ってエレファント・アンド・カッスルに達し、その後ニュー・ケント・ロードとオールド・ケント・ロードに沿ってロンドン・ブライトン・アンド・サウス・コースト鉄道のオールド・ケント・ロード駅（1917年廃止）まで至り、セント・ジョージズ・サーカス、シティ・アンド・サウス・ロンドン鉄道の駅及びロンドン・チャタム・アンド・ドーバー鉄道の駅との接続駅となるエレファント・アンド・カッスル、ニュー・ケント・ロードとマントン・ロードの交差点、ニュー・ケント・ロードとオールド・ケント・ロードの分岐点、オールド・ケント・ロードとミナ・ロード、ボウルズ・ロード、コマーシャル・ロード（後のコマーシャル・ウェイ）との各交差点に駅を設ける計画となっていた。オールド・ケント・ロード南側のグランド・サレー・カナル（埋め立てられて現存しない）をセント・ジェームス・ロードが超える地点に発電所を設け、燃料をグランド・サレー・カナル経由で輸送し、運河から取水する予定とされた。ニュー・クロス・アンド・ウォータールー鉄道のトンネルはベーカーストリート・アンド・ウォータールー鉄道のウォータールー車庫と接続することで、両方向に列車を運転できるよう計画された。
ニュー・クロス・アンド・ウォータールー鉄道のもう一つの路線はベーカーストリート・アンド・ウォータールー鉄道からパーク・クレセントの下で分岐するものとされていた。この路線はベーカーストリート・アンド・ウォータールー鉄道から分岐した後、東にリージェンツ・パーク、ロングフォード・ストリートとドラモンド・ストリートの下を進み、ユーストン駅の下、セイモア・ストリート（後のエヴァーショルト・ストリート）の西に設ける駅を終点とし、途中、ドラモンド・ストリートとハムステッド・ロードの交差点に駅を設ける計画だった。
この路線案は議会に提出されたものの、1898年の会期中には審議が進まずに廃案となり、ベーカーストリート・アンド・ウォータールー鉄道がユーストン支線の別案を1899年の議会審議に提出している。

#### 1899年ベーカーストリート・アンド・ウォータールー鉄道法

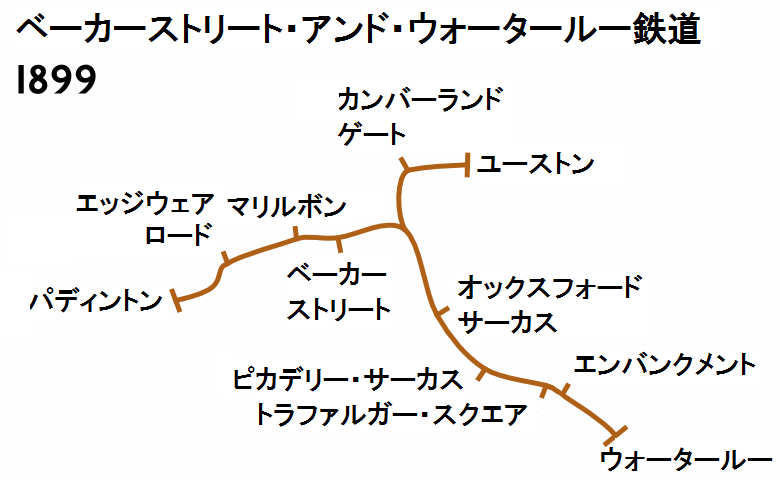
1899年に提案され、採用されなかった路線案

ベーカーストリート・アンド・ウォータールー鉄道の路線案は未確定だったが、1898年8月に建設工事が始まった。1898年11月22日に発行された1899年法には既存路線案の一部変更、延伸、工事期間の延長が盛り込まれた。延伸案の1つはパーク・クレセントから分岐し、リージェンツ・パークの下を通って公園のアウター・サークルとチェスター・ロードとカンバーランド・ゲートの間で交差してその付近に駅を設ける、ニュー・クロス・アンド・ウォータールー鉄道の路線案より北側を通るものとされた。この延伸線は西カンバーランド・ストリート（後のナッシュ・ストリート）、カンバーランド・マーケット、東カンバーランド・ストリートとエドワード・ストリート（後のヴァーンデル・ストリート）を通り、ユーストン駅西側のカーディントン・ストリートを終点としていた。
2つ目の延伸線はマリルボンの西からグレート・ジェームス・ストリート、ベル・ストリートを通ってコーレット・ストリートで南に曲がり、グランド・ジャンクション・カナルのパディントン・ベイシンを抜けてグレート・ウェスタン鉄道のパディントン駅東側に至るものとされた。パディントン・ベイシンの東西の延長部の下、路線案が北西に曲がる地点でメインラインの駅とパディントン・ベイシンの間に駅1つが設けられた。この駅を過ぎたところで上下線2つのトンネルが1つになり、北東に向きを変え、リージェンツ・カナルと交差したあとリトル・ベニスの東側を通り、ブロムフィールド・ロード北側に予定された車両基地付近では地上に出る計画とされた。ベーカーストリート・アンド・ウォータールー鉄道はパディントンに発電所を設けることも計画していた。ウォータールー側の終点も南側に移動し、アディトン・ストリートの下に変更された。1906年にベーカーストリート・アンド・ウォータールー鉄道はこの計画変更は「サウス・ロンドン・トラムウェイの乗客の地下鉄利用を促すとともに、ロンドンに乗り入れる主要な鉄道路線と接続するため」であったと公表している。
ロンドンで初めての地下鉄を開業させ、1863年からインナー・サークル北側のパディントンからユーストンの区間を運営していたメトロポリタン鉄道 （Metropolitan Railway、MR）はベーカーストリート・アンド・ウォータールー鉄道の延伸案を自社の既存路線に対する脅威ととらえ、延伸案に反対した。1899年に8月1日に1899年ベーカーストリート・アンド・ウォータールー鉄道法を通過させる際、議会はメトロポリタン鉄道の主張を認め、建設期間の延長とウォータールー付近の計画変更だけを認可した。

#### 1900年ベーカーストリート・アンド・ウォータールー鉄道法

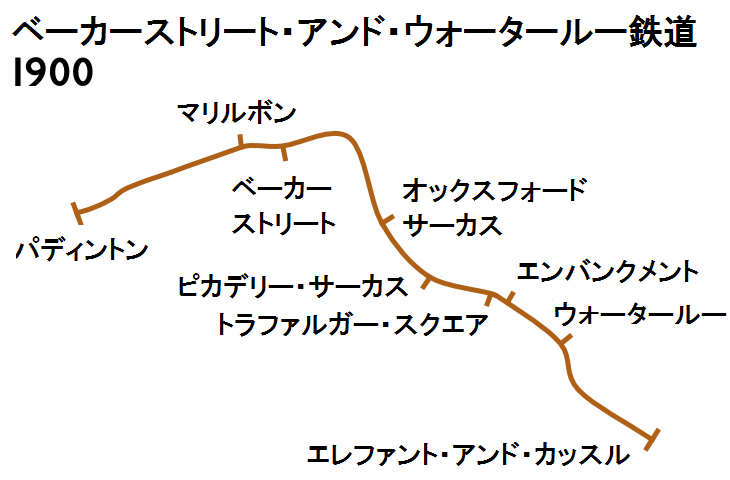
1900年に認可された路線案

1899年11月、ベーカーストリート・アンド・ウォータールー鉄道は新たな路線案を議会に提出した。マリルボンからパディントンまでの延伸が再度提案されたが、今回の案ではパディントン駅の位置はメインラインの駅の東側、ビショップス・ロード（後のビショップス・ブリッジ・ロード）とグロースター・テラスの交差点に設けるよう変更され、ビショップス・ロードの下、イーストボーン・テラスの下を通ってメインラインの駅に通じる地下道につながるように途中駅を設けるものとなった。ウォータールーからは、ウェストミンスター・ブリッジ・ロードとジョージズ・ロードの下を通ってエレファント・アンド・カッスルに達する路線が計画され、ベーカーストリート・アンド・ウォータールー鉄道はニュー・クロス・アンド・ウォータールー鉄道が2年前に計画した案と同様、エレファント・アンド・カッスルでシティ・アンド・サウス・ロンドン鉄道と接続するものとされた。車両基地に接続する支線と、発電所がセント・ジョージズ・サーカス南側の盲学校敷地内に建設される計画だった。パディントン側では西側に延伸し、ロイヤル・オーク又はウイルズデン地区に至るものとされたが、両地区にはすでにメトロポリタン鉄道の路線があったことから、再びメトロポリタン鉄道の反対にあうことになった。ベーカーストリート・アンド・ウォータールー鉄道の延伸案はメトロポリタン鉄道の反対を押し切って認められ、1900年8月6日に1900年ベーカーストリート・アンド・ウォータールー鉄道法として女王裁可を得た。

#### 微修正 1902年–1904年

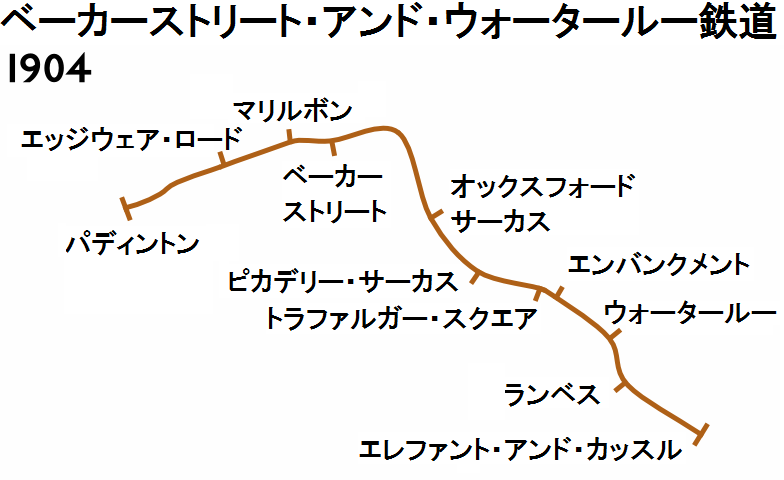
1904年に認可された路線案

ロンドン・アンド・グローブ金融の破綻により生じた遅れへの対応と、資金繰りの改善のため、工事期間の延長と、資金計画の改善を盛り込んだ新たな計画案が1901年11月に提出された。この計画案は1902年ベーカーストリート・アンド・ウォータールー鉄道法として1902年11月18日に認可されている。
ロンドン地下電気鉄道は傘下のベーカーストリート・アンド・ウォータールー鉄道、チャリングクロス・ユーストン・アンド・ハムステッド鉄道の権益をグレート・ノーザン・ピカデリー・アンド・ブロンプトン鉄道（Great Northern, Piccadilly and Brompton Railway、GNP&BR）に移し、3社を統合する案を1903年の議会に提出した。この案には、建設期間および土地収用の期間延長と、ランベスへの変電所建設が含まれた。3社の統合は否決されたが土地収用と建設期間の延長は1903年ベーカーストリート・アンド・ウォータールー鉄道法、1903年ベーカーストリート・アンド・ウォータールー鉄道建設期間法として1903年8月11日に国王裁可を得た。
1904年の議会にはランベス、リージェンツ・パーク、エッジウェア・ロードの各駅の設置申請が出され、1904年ベーカーストリート・アンド・ウォータールー鉄道法として1904年7月22日に国王裁可された。

### 建設 1898年–1906年
1898年夏に、フォース鉄道橋の共同設計者でもあるベンジャミン・ベーカー、W. R. ガルブレイスとR. F. チャーチの指揮で工事が開始され、工事資材はバウにあったペリー・アンド・カンパニーのトレゲダー工場で製造された。工事の拠点はハンガーフォード橋近くのテムズ川上に張り出した巨大な工事用仮設桟橋の上に設けられた。工事拠点は「工場稼働と工事中の照明に必要な電力を供給する発電所と、事務所、作業場を備える小さな村の様だった」と当時記述されている。50フィート (15 m)幅の人工地盤がハンガーフォード橋の最初の橋脚から370フィート (110 m)、テムズ川北岸から150フィート (46 m)の地点に設けられた。計画初期にはテムズ川上の人工地盤からこんにちではジュビリー・ガーデンズの一部となって消滅したカレッジ・ストリートとの間に橋を架けてテムズ川南岸から工事に着手する計画とされていたが、テムズ川底に未成に終わったチャリングクロス・アンド・ウォータールー鉄道の建設に伴う浚渫でできたと疑われる大きな陥没があることが試掘によって判明し、テムズ川北岸からの工事に変更された。

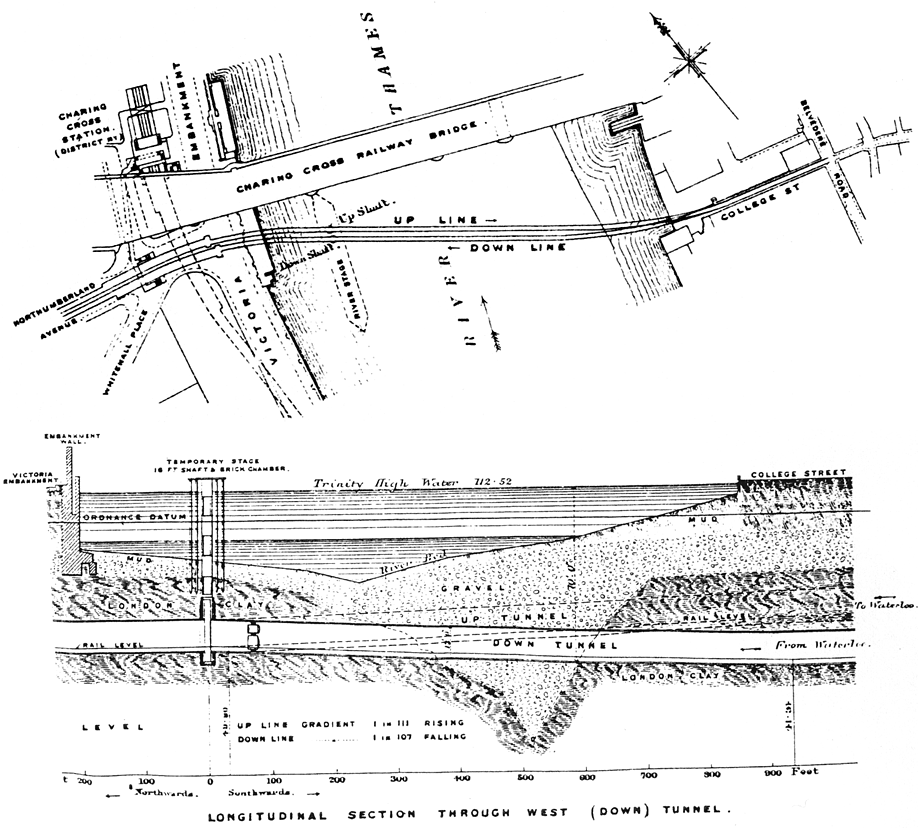
テムズ川の下でのトンネル工事の図

人工地盤の下のテムズ川にケーソン2基が沈められ、シティ・アンド・サウス・ロンドン鉄道建設で用いられた工法に似たバーロウ-グレートヘッド方式によるシールドトンネルがケーソンから両方向に建設されていった。1899年2月に北側のトンネルが先に着工され、1900年3月に南側のトンネルが続いた。テムズ川の下にトンネルを掘る必要から、この区間の工事は技術的難易度が最も高いものだった。トンネル内への水漏れを防ぐため、トンネル内は最高35 psi (240 kPa)に加圧された。工事中にトンネル外壁は何回も破れ、その度にトンネル内の加圧された空気が噴出し、最高2.5フィート (0.76 m)の水柱をテムズ川にたてた。この空気噴出により、ドジェッツ・コート・アンド・バッジと呼ばれる伝統あるボートレースが妨害されたこともあった。ベーカーストリート・アンド・ウォータールー鉄道はテムズ川上の工事基地を起点に工事を行うことで、トンネル掘削により発生した土砂を艀で搬出するとともに、工事資材をテムズ川から運び込むことが出来たため、大量の物資を市内の道路を経由して輸送せずに済んでいる。トンネル工事はピカデリー・サーカスなどの駅からも行われた。トンネル掘削は驚くべき精度で行われ、テムズ川から北に掘削したトンネルと、ピカデリー・サーカスから南に掘削したトンネルはヘイマーケットの下で、わずか3/4インチ(1.9cm)の誤差で接続されている。
トンネルの外壁は厚さ7⁄8inch (2.22cm)の鋳鉄製部品で構成され、直径12フィート (3.66 m)の円形に組み合わされた。地盤沈下の危険を減らすため、1つの円が完成するたびに薬液が部品に設けられた穴からトンネル外壁と掘削された地盤の間の隙間に注入された。1899年11月までにテムズ川から北に延びるトンネルの工事はトラファルガー広場に達し、各所で駅の工事も始まっていたが、親会社であるロンドン・アンド・グローブ金融が1900年に倒産したため、工事は徐々に停止し、1902年4月にロンドン地下電気鉄道が発足した際にはトンネルの工事進捗率は50パーセント、駅は同25パーセントの状態だった。資金調達の進捗に従って工事が再開され、週73フィート (22.25 m)の割合でトンネル工事が進捗、1904年2月までにはエレファント・アンド・カッスル - マリルボン間のほぼすべてのトンネル工事と地下部分の駅工事が完了、地上部分の駅工事を残すのみとなっていた。工事がまだ行われている間に駅が追設されることになったほか、商務省の検査後にオックスフォード・サーカス駅が地下構造に変更されたが、1905年末には試運転列車を運転できるようになった。ベーカーストリート・アンド・ウォータールー鉄道はパディントンまでの路線認可を得ていたが、エッジウェア・ロードから先の工事は行われなかった。
ベーカーストリート・アンド・ウォータールー鉄道ではウェスティングハウス製の軌道回路を使用した、前方の閉そく区間に列車が在線しているか否かで信号表示が決まる自動信号システムが採用された。信号は線路の脇に設置されたトリップアームと連動しており、信号が赤の時はアームが立ち上がる。列車が赤信号を超えて進んだときは車両側のブレーキ配管に設置されたトリップコックが地上側のトリップアームとあたり、ブレーキが自動的に作動する仕組みであり、日本では打子式ATSと呼ばれているものである。
駅の地上構造物は建築家レスリー・グリーンが設計した、ロンドン地下電気鉄道標準設計のものとされた。駅舎は鉄骨2階建てで、赤い釉薬をかけたテラコッタブロックで表面が飾られるとともに、大きな半円形の窓が上階に設けられた。地上権を最大限に活用するため、将来駅舎の上に商業施設を追設できるよう駅舎の屋根は平面とされた。スロープでプラットフォームと地上の連絡がなされていたエンバンクメントを除き、各駅には駅舎とホームを結ぶ2から4基のエレベーターと非常用螺旋階段が設けられた。ホーム階の傾斜した壁面には駅名標とレスリー・グリーンがデザインした駅ごとに異なる幾何学模様が配された。
ベーカーストリート・アンド・ウォータールー鉄道の駅のデザイン
- オックスフォード・サーカス駅。ベーカーストリート・アンド・ウォータールー鉄道のほとんどの駅で用いられたレスリー・グリーンの設計によるもの。
- エッジウェア・ロード駅に残る1907年の開業時の出札口
- リージェンツ・パーク駅のホームの壁。駅名と、グリーンがデザインした幾何学模様が配されている。

ベーカーストリート・アンド・ウォータールー鉄道の電力は当初サザークのセント・ジョージズ・ロードに設ける専用の発電所から供給される計画だったが、1902年にロンドン地下電気鉄道のロッツ・ロード発電所から供給される様変更されている。排気扇計6基がトンネルに設置され、駅の天井に設けられた排気口を通じて毎分18,500立方フィート（約523.9立方メートル）を排出、エレベーターと非常用螺旋階段の竪穴から外気がトンネル内に導入される構造となっていた。火災のリスクを減らすため、プラットフォームは鉄筋コンクリート製とされ、枕木は耐火性のある木材がオーストラリアから輸入されて用いられた。
従来のロンドンの大深度地下鉄では、トンネルの下部に渡した角材の上に線路を敷き、角材の下は空洞とする軌道構造が採用されていたが、ベーカーストリート・アンド・ウォータールー鉄道の経営陣は振動が激しいこの構造を許容しがたいものとして採用しなかった。ベーカーストリート・アンド・ウォータールー鉄道では、振動対策として枕木の下に砂とセメントを敷き、枕木の両端の下には比較的やわらかい砂利を敷く構造を採用した。2本の走行用レールと平行して、軌道中央部の下には排水用の管が埋め込まれた。レール自体は、トンネル内にへの搬入とトンネル内で回転させる際の制約から、長さ35フィート (11 m)の通常より短いものが採用された。列車への電力供給は、ディストリクト鉄道と同じく、走行用レールの間に敷かれた第三軌条（正電位側）と走行用レールの外に敷かれた第四軌条（負電位側）による集電方式が採用された。

## 開業
1906年3月10日に、ロンドン・カウンティ・カウンシル（ London County Council、LCC）議長、エドウィン・コーンウォールがベーカーストリート・アンド・ウォータールー鉄道の開業を宣言した。開業後まもなく、イブニング・ニュースのQuexと名乗るコラムニストがこの路線を「ベーカー＝ルー」と略して呼んだところ、この略称が急速に広まり、1906年7月には「ベーカールー・チューブ」が正式名称として路線図などに使われるようになった。この略称が正式名称となっていったことについて、当時のレールウェイ・マガジン誌は「安物の新聞がこの様な愛称を使うことはまだ良い。しかしながら、鉄道会社がこの様ないやしい呼び名を自ら使うことは、我々が鉄道会社に期待する姿とは異なるものである。イギリスの鉄道経営者には、この様な行動を取らない品格が求められるのだ」と苦言を呈している。
開業時には以下の駅が設置された。
| - ベーカーストリート、1906年3月10日開業 - リージェンツ・パーク、1906年3月10日開業 - オックスフォード・サーカス、1906年3月10日開業 - ピカデリー・サーカス、1906年3月10日開業 - トラファルガー・スクエア（後のチャリング・クロス）、1906年3月10日開業 - エンバンクメント、1906年3月10日開業 - ウォータールー、1906年3月10日開業 - ケニントン・ロード （後にウェストミンスター・ブリッジに、さらにランベス・ノースに改称）、1906年3月10日開業 - エレファント・アンド・カッスル、1906年8月5日開業 エッジウェア・ロードまでの区間は2期にわかれて開業している。 - グレート・セントラル（後のマリルボン）、1907年3月27日 - エッジウェア・ロード、1907年6月15日 |

マリルボンの東側に設けられた渡り線で転線するため、マリルボンまでの延伸工事中にも列車はベーカーストリートを超えて渡り線までの区間を客扱いせずに運行していた。

### 車両・運賃・運転

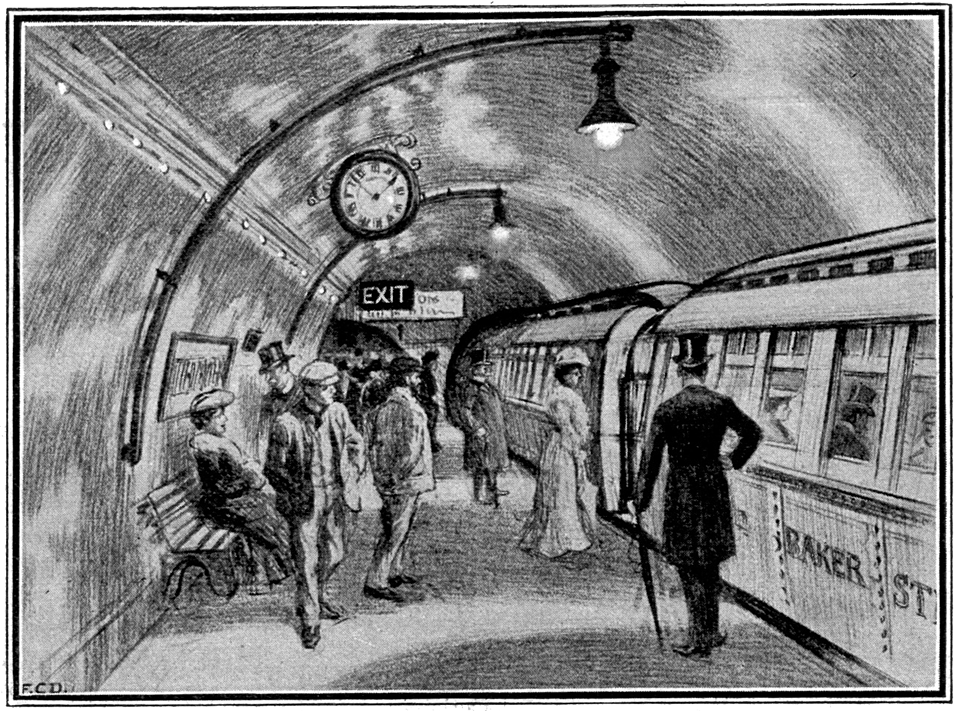
ベーカーストリート・アンド・ウォータールー鉄道の列車に乗り込む乗客。入口は車両端にあり、格子状のゲートが設けられている。

ベーカーストリート・アンド・ウォータールー鉄道の開業時用にはロンドン地下電気鉄道用にアメリカン・カー・アンド・ファンドリーで製造され、マンチェスターで最終組み立てが行われた車両のうち108両が充てられた。車両はマンチェスターからロンドンまでは鉄道で輸送されたが、ベーカーストリート・アンド・ウォータールー鉄道の路線は他の鉄道路線と接続していなかったため、ロンドン・ロード車両基地までの最後の区間は馬に牽かれた荷車に載せられて運搬された。
列車は動力用の機関車をもたない電車による編成となった。乗客は車両の両端に設けられた折りたたみ式の格子状ゲートを通って乗降した。ゲートマンと呼ばれる乗務員が車両両端のデッキに乗車し、ゲートの開閉を担当するとともに駅到着時には駅名を案内していた。同様の設計の車両は同じくロンドン地下電気鉄道の傘下にあったグレート・ノーザン・ピカデリー・アンド・ブロンプトン鉄道とチャリングクロス・ユーストン・アンド・ハムステッド鉄道でも使用され、1906形電車又はゲート形電車と呼ばれた。ベーカーストリート・アンド・ウォータールー鉄道用の車両は、ケニントン・ロード駅の南側に設けられたロンドン・ロード車両基地に配置されていた。
土曜日を含む平日は午前5時30分から午前0時30分まで、日曜日は午前7時30分から正午まで列車が運転された。開業時の通常片道運賃は全線均一で2ペンスだった。午前7時58分まで利用できる「労働者切符」は1往復で2ペンス、25枚つづりの回数券は4シリングだった。均一運賃は1906年7月に廃止され、運賃は乗車距離に応じた1ペニーから3ペンスとなった。1906年11月にはチャリング・クロス乗継のディストリクト鉄道との連絡切符に加え、定期券が、1907年12月にはオックスフォード・サーカス乗継のセントラル・ロンドン鉄道との連絡切符がそれぞれ発売された。1908年10月には定期券が廃止され、ロンドン地下電気鉄道傘下3つの大深度地下鉄会社で使用できる6枚綴りの回数券が発売された。
1906年中ごろの列車運転頻度は以下の通り。
平日
- 午前5時30分から午前7時30分：5分間隔
- 午前7時30分から午後11時30 分：3分間隔
- 午後11時30分から午前0時30分：6分間隔

日曜日
- 午前5時30分から午前7時：6分間隔
- 午前11 時から正午：3分間隔[66]

## 共同運行と統合 1906年–1910年

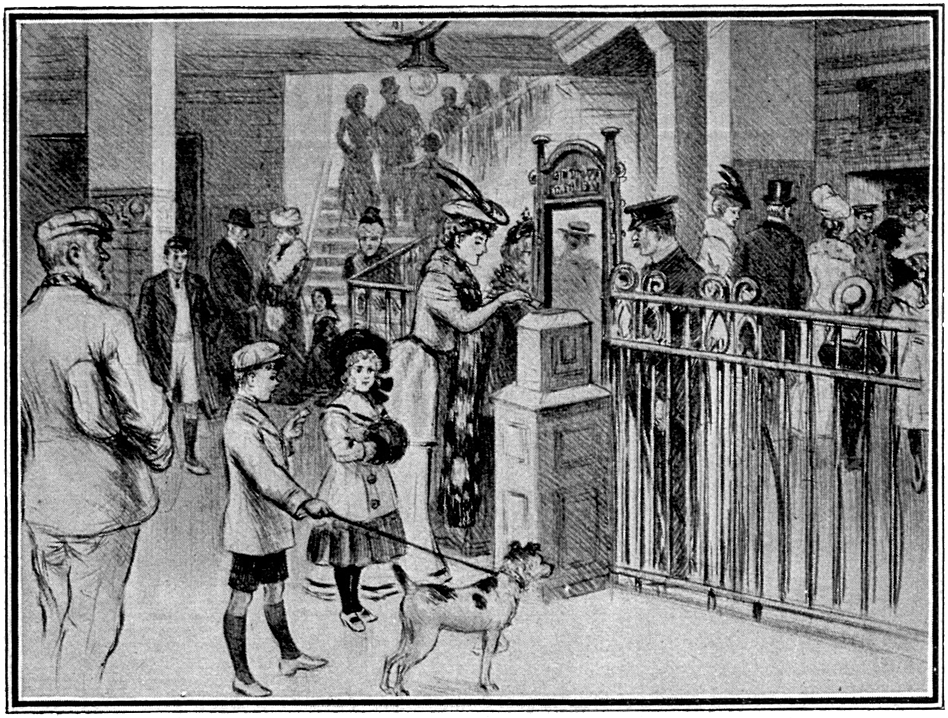
開業後最初の週のベーカーストリート・アンド・ウォータールー鉄道の乗客。切符は改札口で渡す仕組みだった。

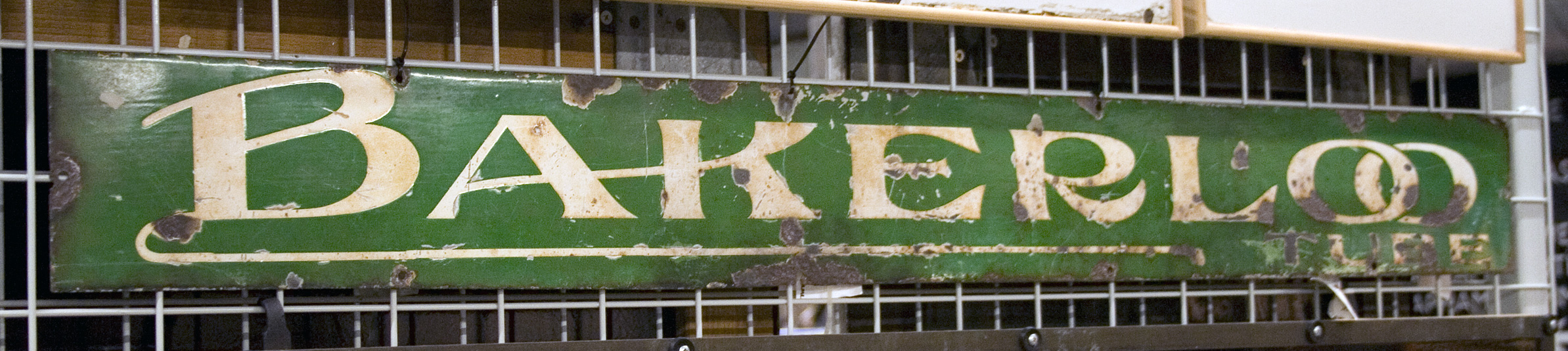
「ベーカールー」の看板

ロンドン地下電気鉄道は建設資金の調達と、路線の建設には成功したが、開業後の収益は成功と呼べるものではなかった。開業後12カ月でベーカールー・チューブは開業前、年間3500万人の乗客を見込んでいたが、実績は2050万人、想定の60パーセントにとどまった。 ロンドン地下電気鉄道傘下の各路線と、新規に電化したディストリクト鉄道の乗客数想定は同様に過大なもので、実績は想定の50パーセント程度にとどまった。ベーカーストリート・アンド・ウォータールー鉄道の初日の乗客は37,000人を数えたが、数カ月で一日平均20,000から30,000人に落ち着いた。列車編成数はラッシュ時3両、閑散時2両に減車され、デイリー・メイル紙は1906年4月に、ラッシュ時ですら1列車あたりの乗客数は100人を切っていたと報じている。乗客数の不振に加え、開業後わずか16日の1906年3月16日には、ケニントン・ロード駅で列車とトンネルの壁の間に挟まれた車掌ジョン・クレイが死亡する事故が発生する不運に見舞われている。
ロンドン地下電気鉄道の路線間や半地表地下鉄との競合に加え、急激に路線を拡大した路面電車が馬車の乗客の大半を奪ったことが計画値に乗客数が達さなかった要因として挙げられている。低価格に抑えられた運賃も併せて収益を圧迫した。デイリー・ミラー紙は1906年4月に、競合する片道運賃1ペニーのバス路線に対して、ベーカーストリート・アンド・ウォータールー鉄道の運賃は割高である上、乗客はホームからエレベーターまで長い距離を歩かされることも嫌っている、報じたが、この問題は多かれ少なかれ、ロンドンの地下鉄会社すべてが抱えるものだった。乗客数が想定に満たなかったことから、各路線の収益も開業前の計画値に達さず、ロンドン地下電気鉄道を含む地下鉄会社は借入金の返済、配当の支払いに苦慮するようになっていった 。
1907年から、収益構造の改善のため、ロンドン地下電気鉄道、シティ・アンド・サウス・ロンドン鉄道、セントラル・ロンドン鉄道、グレート・ノーザン・アンド・シティ鉄道は統一運賃制度を導入、1908年からはロンドン・アンド・サウス・ウェスタン鉄道の傘下にあったウォータールー・アンド・シティ鉄道を除く地下鉄各社が統一ブランド名、アンダーグラウンド（The Underground）を使うようになった。
ロンドン地下電気鉄道傘下の3つの地下鉄会社は、法的には別の会社として残っており、独自の経営陣、株主をもち、配当の仕組みも異なっていた。会社組織の重複を排除し、一貫した経営を実現することによる経費節減を狙い、ロンドン地下電気鉄道は1909年11月に傘下3社を1つの会社、ロンドン電気鉄道（London Electric Railway 、LER）に統合する計画案を提出した。この計画案は1910年7月26日に、1910年ロンドン電気鉄道法として国王裁可を得た。

## 延伸

### パディントン 1906年–1913年

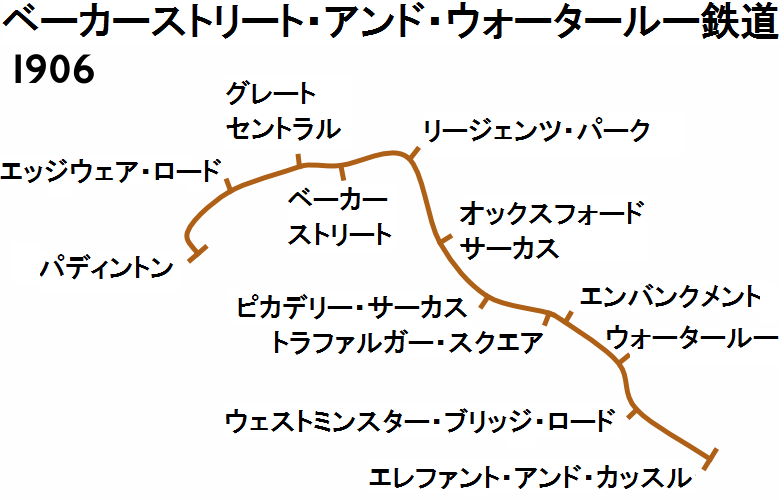
1906年に認可された路線の図

1900年に西へウィルズデン・ジャンクションまでの延伸を計画したが、パディントンから先の経路は未決定のままで、工事着手は延期されていた。1905年11月、ベーカーストリート・アンド・ウォータールー鉄道は1900年に認可を受けたエッジウェア・ロードからパディントンまでの計画の変更を1906年開催の議会に提出すると発表した。この計画は、エッジウェア・ロード駅から南東に進み、パディントン・ベイシンの下を横断してグランド・ジャンクション・ロードとデヴォンポート・ストリート（後のサセックス・ガーデンズとサセックス・プレイス）の下に至るトンネルと、ロンドン・ストリートの下に設置される駅で構成されていた
。1906年に発行されたパディントン延伸について説明するパンフレットには、次のように記載されていた。
ロンドンのある地点から別のある地点まで速く、安く移動するとき、この路線を利用することで得られる利点は比類ないものである。この路線は、ロンドンの主要な鉄道路線の終着駅を結び、12の鉄道路線、ロンドン南部に路線網を広げる路面鉄道路線と接続しているため、ロンドン郊外から劇場などの娯楽施設や、主要商業施設への所要時間を大幅に短縮している。
この変更案は1906年ベーカーストリート・アンド・ウォータールー鉄道法として、1904年8月4日に認可されたが、南東への延伸計画は他の鉄道路線との接続点が見いだせず、建設工事は行われなかった。

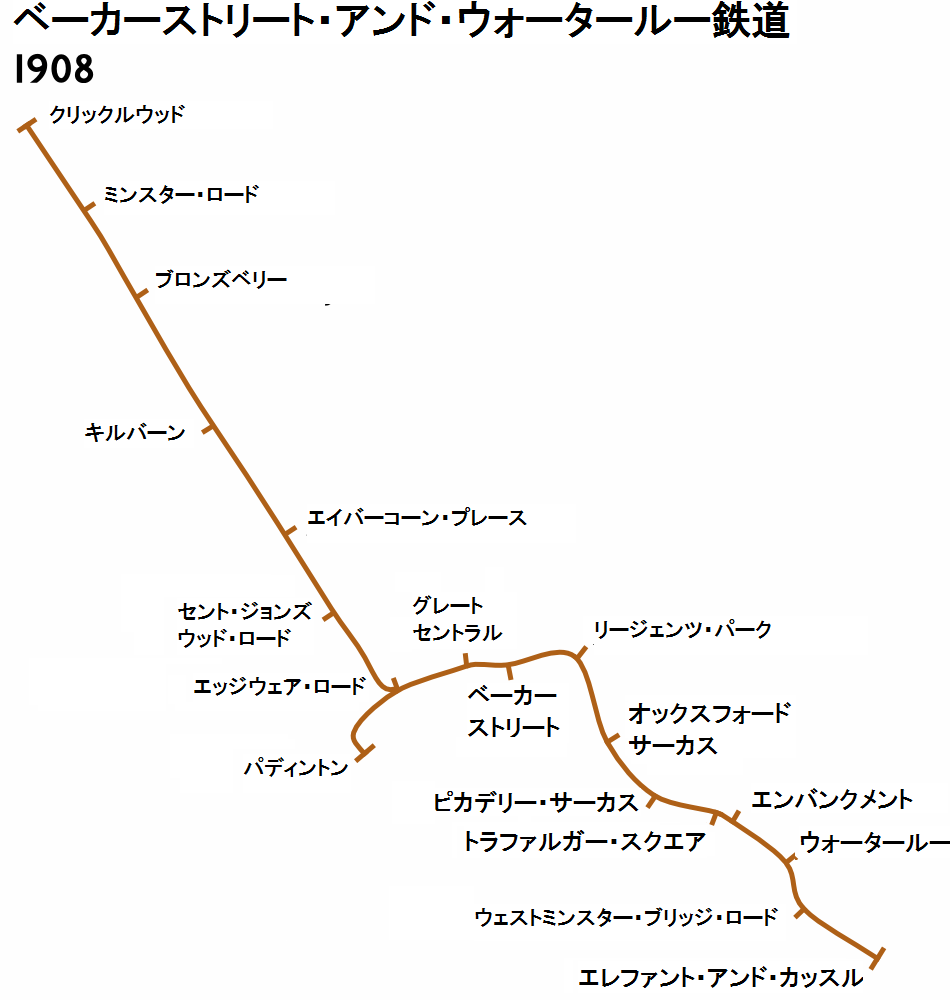
1908年に提案され、認可されなかった路線案

1908年、ベーカーストリート・アンド・ウォータールー鉄道は、クリックルウッドからヴィクトリアまでの地下鉄路線免許をもちながら、未着工となっていたノース・ウェスト・ロンドン鉄道の免許を活用して北西ロンドンへ延伸することを計画した。ノース・ウェスト・ロンドン鉄道は1907年11月に、エッジウェア・ロード地下の計画線からベーカーストリート・アンド・ウォータールー鉄道のエッジウェア・ロード駅を結ぶ延長757-メートル (2,484 ft)の短絡線計画を議会に提出した。ノース・ウェスト・ロンドン鉄道の路線計画のうち、この短絡線より南の計画は中止、ベーカーストリート・アンド・ウォータールー鉄道のエッジウェア・ロードとパディントンの間はエッジウェア・ロード駅にプラットフォーム2線を新設、支線として建設とする計画とされた。ベーカーストリート・アンド・ウォータールー鉄道はこの延伸線の建設と運行を行い、途中、セント・ジョンズ・ウッド・ロード、エイバーコーン・ロード、ベルサイズ・ロード（ロンドン・アンド・ノースウェスタン鉄道の駅に隣接）、ブロンデスベリー （ノース・ロンドン鉄道の駅と連絡し、メトロポリタン鉄道のキルバーン駅に隣接）、ミンスター・ロード及びクリックルウッドに駅を設けるとされた。ベーカーストリート・アンド・ウォータールー鉄道はこの延伸に伴って必要となる自社の建設計画の修正を議会に提出している。
グレート・ウェスタン鉄道は、ベーカールー・チューブのパディントンへの路線が支線となることに反対し、メトロポリタン鉄道は、ノース・ウェスト・ロンドン鉄道とベーカールー・チューブの路線を一体運営すると自社のキルバーンを通る路線にとって脅威となることから、この案に反対した。議会は2つの路線の接続計画とノース・ウェスト・ロンドン鉄道の計画変更案を否認し、ノース・ウェスト・ロンドン鉄道の路線免許は後に未着工のまま失効している。ベーカーストリート・アンド・ウォータールー鉄道の計画案は撤回されることとなった。
1910年11月、ベーカーストリート・アンド・ウォータールー鉄道を吸収したロンドン電気鉄道はパディントンへの延伸計画を再度1911年の議会に提出した。新しい路線案では、パディントンから先の延伸を考慮し、エッジウェア・ロード駅の先の計画線は南から北西に半径890メートル (2,920 ft)の急曲線で向きを変えている。この案はグレート・ウェスタン鉄道にも支持され、1.8万ポンド（2014年の164万ポンドに相当）の資金援助も提示された。1911年6月2日、この計画は1911年ロンドン電気鉄道法として国王裁可を得た。1911年8月には建設工事が始まり、2年強後に工事は完了した。延伸線は1913年12月1日に開業し、 パディントン駅も同時に開設された。アールズ・コート駅での実施例が好評だったことから、パディントン駅にはベーカールー・チューブでは初めてエレベーターに代えてエスカレーターが設置された。

### クイーンズ・パーク及びワトフォードへの延伸 1911年–1917年
1907年、ロンドン・アンド・ノースウェスタン鉄道（London and North Western Railway、LNWR）は、既存路線に並行してハートフォードシャーのワトフォード・ジャンクションとキルバーンのクイーンズ・パークの間に電化複線を建設、クイーンズ・パークから先はユーストン終点までの既存線の下に地下線を建設する計画の認可を得た。ユーストンの地下には延長1,450-メートル (4,760 ft)のループ線を建設するものとされた。
ロンドン・アンド・ノースウェスタン鉄道は1909年に地上区間の工事に着手したが、1911年までには地下区間の建設を断念し、クイーンズ・パークからロンドン中心部まで3つの電化路線を新設することを提案している。最初の路線はユーストンまでの既存線の電化、2つ目の路線はチョーク・ファームでノース・ロンドン鉄道に接続して シティ・オブ・ロンドンのブロード・ストリート駅まで乗り入れるもの、3つ目の路線はベーカールー・チューブをパディントンからクイーンズ・パークまで延伸させて接続するものだった。

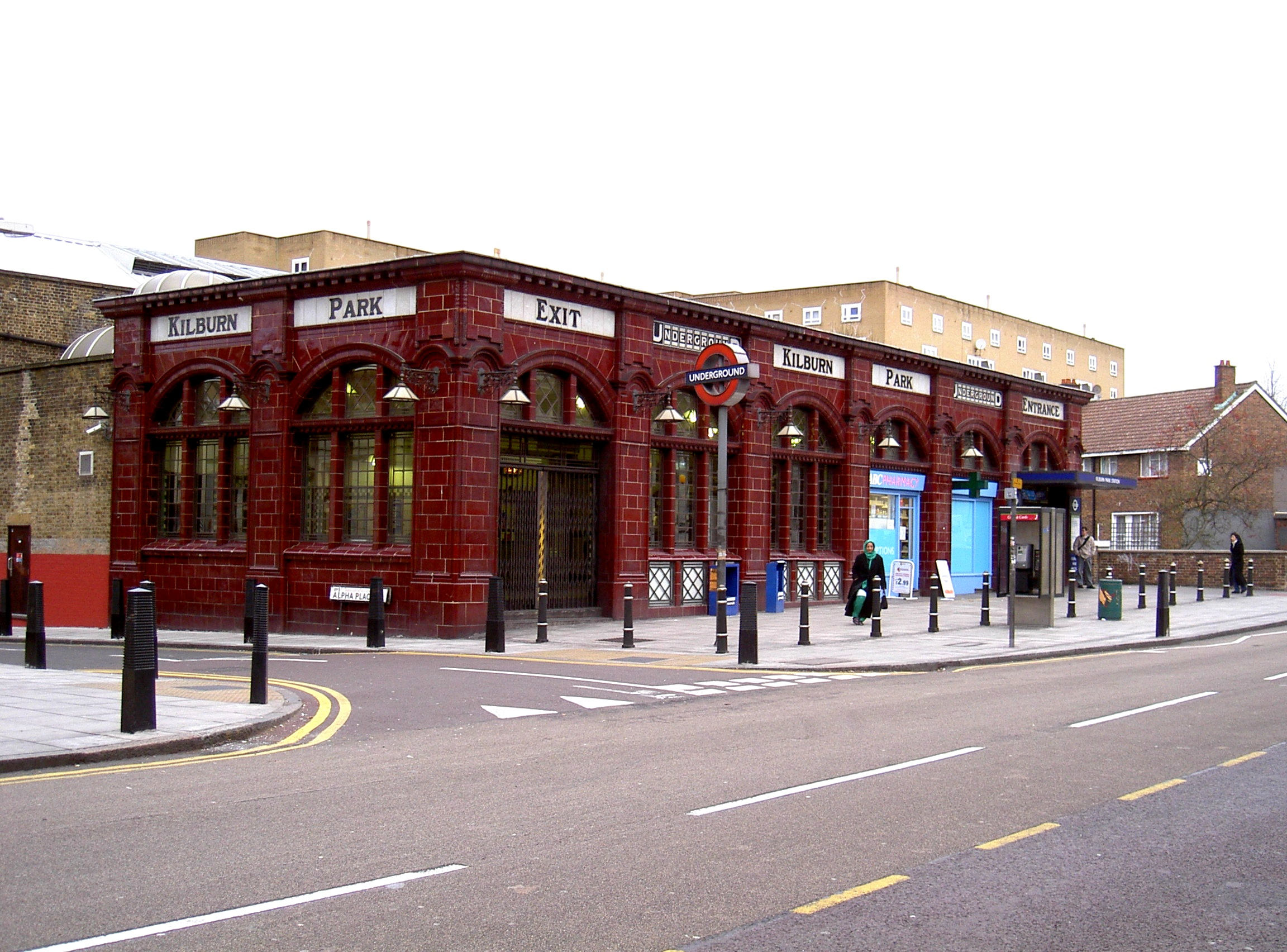
1906年開業の駅同様赤い釉薬の塗られたテラコッタタイルが貼られているものの、2階部分のないキルバーン・パーク駅

パディントンまでの延伸線がまだ完成していない1911年11月にロンドン電気鉄道はクイーンズ・パークへの延伸案を議会に提出した。この延伸案では、パディントンから北進した路線はリトル・ベニス、メイダ・ヴェールを通過した後北西に向きを変えてキルバーンに到達、そこから西にロンドン・アンド・ノースウェスタン鉄道の路線と平行に進み、クイーンズ・パークのすぐ東で地上に出る。途中、ワーリントン・アベニュー、クリフトン・ヴィラスとクリフトン・ガーデンズの交差点にワーウィック・アヴェニュー、 エルジンとランドルフ・アベニューの交差点にメイダ・ヴェール、ケンブリッジ・アベニューにキルバーン・パークの3駅が予定された。ロンドン・アンド・ノースウェスタン鉄道はロンドン電気鉄道に年利4パーセントで8842万ポンドを融資し、延伸を支援した。路線案は1912年8月7日に1912年ロンドン電気鉄道法として国王裁可された。
パディントンからクイーンズ・パークまでの区間の工事進捗は第一次世界大戦の勃発により遅れ、1915年初頭に工事完了をみた。パディントン同様に、新設された3駅にはエスカレーターが設置された。メイダ・ヴェールとキルバーン・パークの駅舎は既存路線と同様レスリー・グリーン設計のスタイルを踏襲したが、エレベーターの駆動装置を収納する必要がなくなったことから、2階部分がないものとなった。ワーウィック・アヴェニュー駅には既存の地下道からアクセスするものとされた。ロンドン・アンド・ノースウェスタン鉄道はベーカールー・チューブの乗り入れに備えてクイーンズ・パーク駅を改築、変電所と車両基地2か所をクイーンズ・パーク駅周辺に建設した。
駅の工事が遅れたため、クイーンズ・パーク駅までの延伸線開業は線路完成のしばらく後となった。
- ワーウィック・アヴェニュー、1915年1月31日開業
- メイダ・ヴェール、1915年6月6日開業
- キルバーン・パーク、1915年1月31日開業
- クイーンズ・パーク、1915年2月11日開業

ロンドン・アンド・ノースウェスタン鉄道はクイーンズ・パークから北へウィルズデン・ジャンクションまでの新線を1912年から1913年にかけて建設し、途中にハールズデン、ストーンブリッジ・パーク、ノース・ウェンブリー、ケントン及びヘッドストン・レーンの5駅を設けた。新線はベーカールー・チューブがクイーンズ・パークまで延伸された1915年5月10日に営業運転を開始、 1917年4月16日にベーカールー・チューブの乗り入れ区間がワトフォード・ジャンクションまで延長されている。クイーンズ・パークから北では、ベーカールー・チューブは以下の駅に停車した。

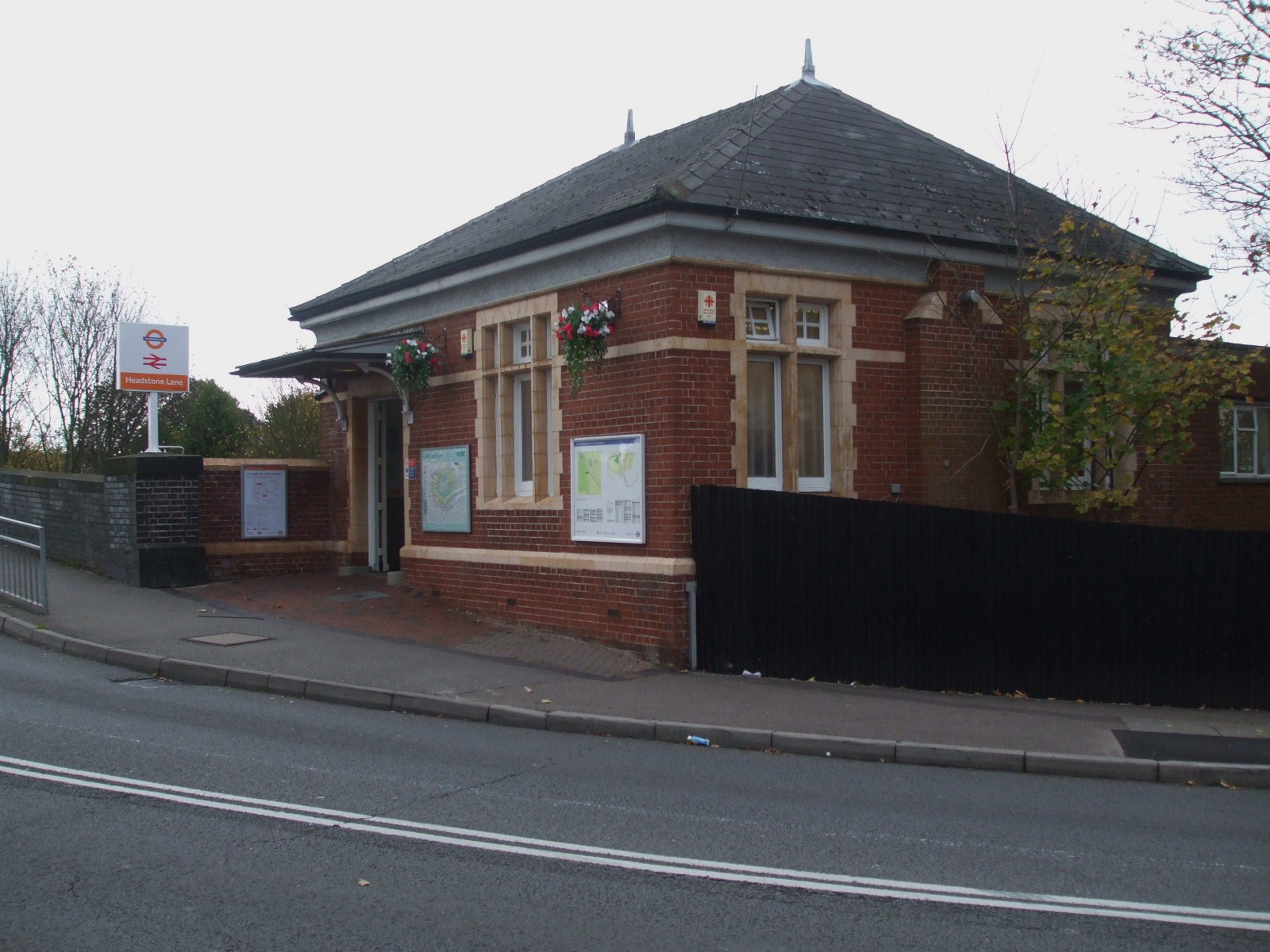
ヘッドストン・レーン駅。ロンドン・ノース・ウェスタン鉄道が電化開業時に建設した駅の例。

- ケンサル・グリーン（英語版）
- ウィルズデン・ジャンクション
- ハールズデン（英語版）
- ストーンブリッジ・パーク
- サドベリー方面ウェンブリー （後のウェンブリー・セントラル）
- ノース・ウェンブリー（英語版）
- ケントン（英語版）
- ハーロウ&ウィールドストーン
- ヘッドストン・レーン（英語版）
- ピナー・アンド・ハッチ・エンド）（英語版）（後にピナー方面ハッチ・エンドを経てハッチ・エンドに改名）
- カーペンダーズ・パーク（英語版）、1919年5月5日開業
- ブシー・アンド・オクセイ（英語版） （後のブシー）
- ワトフォード・ハイ・ストリート（英語版）
- ワトフォード・ジャンクション

クイーンズ・パークへの延伸にあたり、ロンドン電気鉄道はブラシュ・トラクションとリーズ鍛造に合計14両の電車を発注して増備するとともに、グレート・ノーザン・ピカデリー・アンド・ブロンプトン鉄道の予備のゲート形電車を転用している。14両の新車、1914形電車は、ロンドンの地下鉄車両として初めて、従来の車両端の扉に加えて車体中央部に客用扉を装備した車両である。ワトフォードへの延長運転にあたっては、ロンドン電気鉄道とロンドン・アンド・ノースウェスタン鉄道はメトロポリタン客貨車製造は72両の新車を発注した。新車の落成は戦争の影響で遅れたため、納入までの間ベーカールー・チューブはセントラル・ロンドン鉄道がイーリング・ブロードウェイへの延伸用に増備したものの、工事の遅れにより余剰となっていた1915形電車を借り入れるとともにゲート形電車をグレート・ノーザン・ピカデリー・アンド・ブロンプトン鉄道から追加転用して充当した。ワトフォード乗入用に製造された車両は、ロンドン電気鉄道とロンドン・アンド・ノースウェスタン鉄道が共同で保有したため、ワトフォード・ジョイント形電車と呼ばれた。この電車は誤乗防止のため、ロンドン・アンド・ノースウェスタン鉄道標準の緑の車体色で1920年から営業運転に投入された。

### カンバーウェルからロンドン南東へ
ベーカールー・チューブの南の終点、エレファント・アンド・カッスルからはカンバーウェルのほかロンドン南東部各方面への延伸が検討されていた。1913年にロンドン市長がベーカールー・チューブをカンバーウェル・グリーン、ダルウィッチ、シドナム・ヒル経由で水晶宮まで延伸することを提案しているが、計画は具体化しないままに終わった。1921年にはロンドン電気鉄道がカンバーウェル、ダルウィッチ、シドナムへの延伸の費用見積もりを行い、1922年にはラフボロー・ジャンクション、キャットフォードを経由してオーピントンまでの延伸が、1928年にはダルウィッチ経由ラッシェイ・グリーンまでの延伸が検討され、1926年にはロンドン及び近郊交通委員会がカンバーウェルまでの延伸を認可しているが、どの案も着工には至らなかった。
1931年にはカンバーウェルまでの延伸が1931年ロンドン電気・メトロポリタン・ディストリクト及びセントラル・ロンドン鉄道法の一部として認可された。この法では、エレファント・アンド・カッスルから南へウォルワース・ロードとカンバーウェル・ロードを通り、アルバニー・ロード、デンマーク・ヒル、カンバーウェルに駅を設置、エレファント・アンド・カッスルにはプラットフォームと改札口、エスカレーターが増設される計画となっていたが、投資回収のめどが立たないことから着工が見送られている。

## 改良工事 1914年–1928年

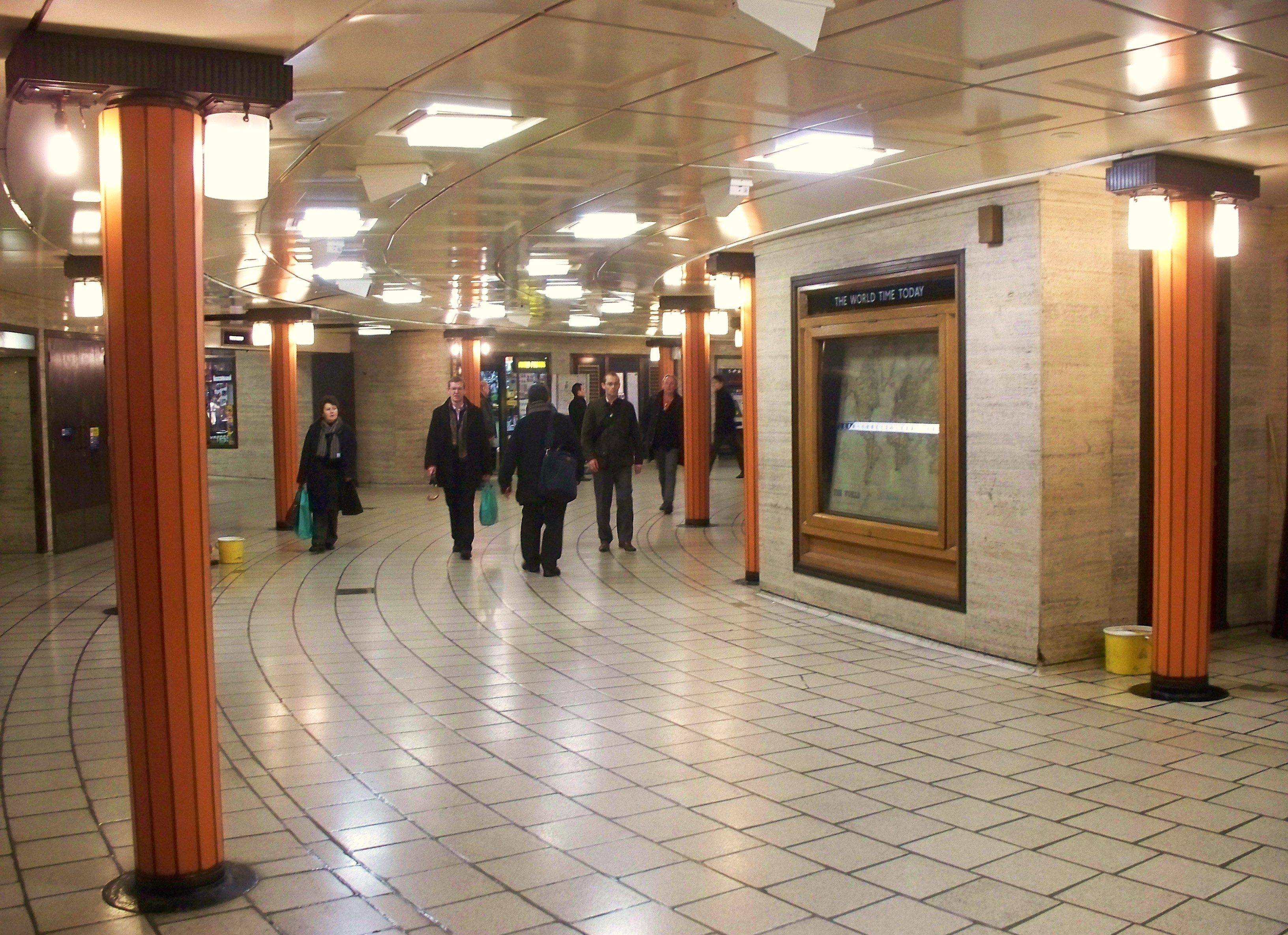
ピカデリー・サーカス駅の円形のコンコース

他路線との接続駅での混雑が激しくなったことから、混雑緩和のための駅施設改良がおこなわれた。1914年には出札口の増設とエスカレーターの新設がオックスフォード・サーカス、エンバンクメント、ベーカーストリートで行われた。1923年にはオックスフォード・サーカス駅が再度改良され、ベーカールー・チューブとセントラル・ロンドン鉄道共同の出札口と、セントラル・ロンドン鉄道のプラットフォームへのエスカレーターが新設された。トラファルガー・スクエアとウォータールーにも1926年にエスカレーターが新設され、ウォータールーではチャリングクロス・ユーストン・アンド・ハムステッド鉄道のケニントン延長に伴う拡張工事も同時に行われている。ピカデリー・サーカス駅は1925年から1928年にかけて大規模に改修された。この工事では交差点の下に円形のコンコースを設け、ピカデリー・サーカスにつながる様々な道路に直接出られる地下道が設けられ、ベーカールー・チューブ、ピカデリー・チューブのプラットフォームに直結するエスカレーターが新設されている。

## 公営会社への移行 1923年–1933年
各社による共同運航や、各種改良工事にもかかわらず、ロンドンの地下鉄各線の収益は伸び悩んでいた。ロンドン地下電気鉄道は高収益のロンドン・ゼネラル・オムニバス（London General Omnibus Company、LGOC）を1912年に傘下に収め、バス事業の収益で地下鉄の赤字を補てんしていた。 1920年代に台頭した多数の小規模バス会社との競争により、バス事業の収益は次第に悪化し、ロンドン地下電気鉄道グループ全体の経営状態も悪化して行った。
ロンドン地下電気鉄道の収益基盤を維持するため、ロンドン地下電気鉄道の会長だったアシュフィールド卿は政府にロンドン地区の公共交通を統制するよう政府にロビー活動を行った。1923年以降、ロンドンの公共交通を規制する行政措置がアシュフォード卿と労働党のロンドン・カウンティ・カウンシル議員ハーバート・モリソン（後に国会議員となり、運輸大臣も歴任する）の間で戦わされた規制の程度と、公的機関が運営する公共交通機関の役割をめぐる議論を経ながら順次取られていった。アシュフィールド卿はこの政策を通じてロンドン地下電気鉄道グループが競争から保護されるとともに、ロンドン・カウンティ・カウンシルが運営する路面鉄道を支配することをもくろむ一方で、モリソンは公的機関がロンドンの公共交通すべてを運営することを考えていた。7年に及ぶ議論の末、1930年末にはロンドン地下電気鉄道、メトロポリタン鉄道及びすべてのロンドン地区のバスと路面鉄道の運営を引き継ぐロンドン旅客運輸公社（London Passenger Transport Board、LPTB）の設立が発表された。公社は国有化ではない公有化という妥協の産物ではあったが、1933年7月1日に設立され、ロンドン電気鉄道と、吸収された他の地下鉄会社は同日付で清算された。

## その後
1933年以降のこの路線についてはベーカールー線も参照のこと。
カンバーウェルまでの延伸計画は1930年代を通じて繰り返し議論され、1940年には延伸線の免許を活用してエレファント・アンド・カッスル駅の先に引き上げ線が設けられた。第二次世界大戦後にもウォルワース・ロードとカンバーウェル・グリーンに駅を設ける延伸案が検討され、1949年のロンドン地下鉄路線図にもこの計画線が記載された。この区間の地盤が脆弱で建設費見積もりが高騰したことに加え、戦後の緊縮財政により、この延伸案も結局1950年に廃案となった。1970年代初頭に検討されたペックハムへの延伸案など、様々な案が検討されたが、どの案も建設費に見合う収益が見込めず、延伸は実現しなかった。
ロンドン旅客運輸公社は1933年7月3日にベーカールー線にサウス・ケントン駅を開業したほか、1935年に発表されたニュー・ワークス・プログラムの一環としてベーカーストリートとフィンチリー・ロードの間に新たに地下複線が建設され、メトロポリタン線ウエンブリー・パークまでの区間の各駅停車の役割とスタンモア支線が1939年11月にベーカールー線の一部となった。ベーカーストリートからスタンモアまでの区間は1979年にジュビリー線に編入されている。
ベーカールー線のワトフォードまでの直通運転本数は徐々に減少し、1965年にはラッシュ時のみの運転となった。1982年にはグレーター・ロンドン・カウンシルからの補助金が打ち切られたため、ストーンブリッジから先への乗り入れが中止された。1984年にラッシュ時のみハーロウ&ウィールドストーンまでの乗り入れが再開され、1989年には終日運転が復活している。